# ديفيد تومبلين
ديفيد تومبلين (18 أكتوبر 1930 - 20 يوليو 2005) كان منتجًا سينمائيًا وتلفزيونيًا ومساعد مخرج ومخرج. بدأ العمل في السينما كعداء في سن الرابعة عشرة. ثم عمل في العديد من الأعمال وأصبح مساعد مخرجأول في عام 1954.

## الجوائز
تم منحه رتبة الإمبراطورية البريطانية في تكريمات عيد الميلاد في عام 1994. حصل على جائزة الأكاديمية البريطانية لفنون السينما والتلفزيون في عام 2003.

## الافلام
شارك في صناعة ما يقارب ال 200 عمل.

### مخرج
1. عودة الأيوك (1982) (الخامس)
2. Space: 1999 (4 حلقات، 1975-1976)
3. The Protectors (حلقة واحدة، 1974)
4. UFO (حلقتان، 1970-1971)
5. باليا (1971)
6. The Prisoner (حلقتان، 1967-1968)

### المنتج
1. عودة الأيوك (1982) (الخامس)
2. السجين